# San José de Bolívar
San José de Bolívar es la capital del Municipio Francisco de Miranda del Estado Táchira, en Venezuela. Fue fundado el 15 de febrero de 1883 por Ramón de Jesús Pulido Ramírez.

## Orígenes del nombre
En la época de la colonia a San José de Bolívar se le conoció con el nombre de río Bobo, tergiversacion es posible y se maneja derive en la hipótesis que proviene de la mal transcripción de la toponimia río Babú. Babú es una palabra de origen aborigen que se acerca al uso de estos a la definición o designación de la palabra agua. Son muchas las versiones encontradas con su origen, esta palabra de origen indígena se acerca a otro término como lo es "baba", y por ello el profesor Horacio Moreno, primero en estudiarlo creyó que este lugar llevase el nombre en sus orígenes de la palabra Babú, pues los primeros pobladores que se asentaron en esta meseta pertenecían a la etnia Babukena; según el profesor Horacio Moreno en su libro: Monografía de San José de Bolívar (1982), describe que Babukena traduce como "Lugar de aguas", es decir: Babú: Agua y "ena" o "kena" como lugar o sitio. El término "Kena o ena" como lugar o sitio fue planteado en su momento por don Alfredo Jahn en su libro Los Aborígenes de Venezuela (Tomo II). En últimas investigaciones realizadas por el Individuo de Número de la Academia de Historia del Táchira, el profesor José Antonio Pulido Zambrano en su libro: El Templo Velado (2013), llegó en sus investigaciones a encontrar un nuevo documento donde aparece que el nombre de Río Bobo ya existía para una finca en 1685 propiedad de don Esteban Zambrano.  
San José de Bolívar, en lo que se ha publicado del tema ha tenido las denominaciones de: Sunesua, Babú, Río Bobo y Valle del Espíritu Santo. Con el nombre de Valle del Espíritu Santo fue bautizado el lugar el 25 de mayo de 1561 por Juan Maldonado y con este nombre es mencionado en el documento del juez Pedro de Sandez de fecha 31 de julio de 1601, no se debe confundir a priori con otros documentos, pues el "Valle de La Grita" también ostentó este nombre, por lo que se debe andar con cuidado al estudiar este nombre en esta época, lo que si parece ser evidente es que "Valle del Espíritu Santo" parece ser el nombre dado durante el tiempo de Conquista y Colonia a estas tierras donde Maldonado encontró en el sitio de Babukena un pueblo de nombre "Sunesua". 
Los tiempos pasaron y el término Babú, de origen indígena paso a llamarse "Bobo". Es en 1883, un jueves, 15 de febrero cuando toma el nombre de San José de Bolívar; San José fue dado como nombre por el presbítero Fernando María Contreras y don Ramón de Jesús Pulido agregó el término Bolívar, ya que este, meses antes había estado en Mérida buscando los elementos de Ley para fundar un pueblo, todo esto está detallado en el documento histórico que reposa en los Archivos del Municipio Francisco de Miranda y se conoce como: "Manuscrito de José Saturnino Peñaloza (1931)", y por voto y voluntad de 57 vecinos y pobladores que acompañaron al cura Contreras y a don Ramón de Jesús Pulido se votó por dicho nombre, según el acta levantada que se conoce como "Acta de la segunda fundación". En estudios recientes - por José Antonio Pulido Zambrano (2013) - se ha encontrado que el valle pudo también haber ostentado el nombre de Sunesua o "Sumusica" que coincidencia o no, es uno de los picos más altos del actual municipio Francisco de Miranda. 
Sunesua, Babú, Babuquena, río Bobo, Valle del Espíritu Santo y San José de Bolívar son nombres que han quedado impresos en las huellas del camino del hoy municipio Francisco de Miranda.

## Los Babukenas
No puede afirmarse con certeza quiénes fueron los primeros habitantes nativos del territorio que hoy ocupa el municipio Francisco de Miranda, cuya capital es San José de Bolívar. Sin embargo, ciñéndose a las investigaciones de diversos autores que han estudiado el fenómeno —como Horacio Moreno (Monografía de San José de Bolívar, 1982), Lucas Castillo Lara (La Grita, una ciudad que grita su silencio), Alfredo Jahn (Los aborígenes del occidente de Venezuela, Monte Ávila Editores, 1973) y José Antonio Pulido Zambrano (El Templo Velado, BATR, 2013)— se han identificado algunos indicios sobre las comunidades que pudieron haberse asentado en este valle. 

Según las Crónicas de Indias de fray Pedro de Aguado, en su capítulo V se señala:
"...fueron a dar a un valle que llamaron del Espíritu Santo, por haberse entrado en él esta pascua, y en lengua de sus propios naturales es llamado Quenega y Sunesua."
La cercanía de estos términos, según el historiador Lucas Castillo Lara, sugiere que el valle del Espíritu Santo comprendía los pueblos de “Quenega” (actual Queniquea) y “Sunesua” (Sumusica), este último ubicado en la zona donde hoy se encuentra San José de Bolívar. Esta primera exploración habría sido realizada por el español Juan Maldonado y Villaquirán.
El profesor Horacio Moreno plantea que los Sumusica podrían haber sido una etnia perteneciente al grupo de los Babukenas. Por su parte, Alfredo Jahn sostiene que la terminación “ena” o “kena”, presente en muchos antiguos gentilicios del Táchira, indica un posible origen aruako. En algunos dialectos de esta lengua matriz, el vocablo enam significa “hombres” o “gentes” (como en el baniva), y en otros, dá-kenie y kiná-no son equivalentes de “indios” (como en el baré y el siusí).
Jahn concluye que probablemente pertenecían al grupo arorack o aruako todas las tribus o parcialidades cuyos nombres contienen la voz “ena” o “kena”, como los Umukenas, Babukenas, Orikenas, Barikenas, Burumakenas, Kenikeas, Kenias (Canias) del Táchira y los Kinoes de Mérida. Estas comunidades habrían migrado desde el Alto Apure hacia los valles del Táchira.

## Arqueología
Desde el punto de vista histórico, una investigación arqueológica, además de ser la expresión cultural de ese pueblo, lo haría ampliamente coincidente con la dispersión geográfica de Los Babukena, quienes en el momento de la conquista española habían quedado disminuidos. A nuestro entender los Babukena representaban un grupo que le corresponde un estatus similar al de los Umukena. A la presencia de rasgos culturales en la tierra de los Babukena, característicos del área total y a los que les atribuimos un valor especialmente demostrativo son: la cerámica, las urnas funerarias encontradas en el valle de La Grita y las hachas de piedra en toda la región.

## Vivienda
En la Quebrada de los Indios se ha podido constatar algunas chozas construidas por los antiguos Babukena. Es posible que entre el follaje, adormecidos por el encanto de los grillos, subsistan aún algunos cimientos de piedra o pisos de tierra plana.

## Ubicación
El Municipio Francisco de Miranda está ubicado en la ruta del páramo, con paisajes pintorescos. El pueblo esta en el centro del estado Táchira, en pleno macizo montañoso, con un relieve conformado por una topografía abrupta con elevaciones que van desde los 1200 m s. n. m. a los 3912 m s. n. m. Es el principal abastecedor de agua potable del Acueducto Regional del Táchira.
Su capital: San José de Bolívar, se encuentra a 1500 m s. n. m., latitud 7°41′ N y Longitud de 71°57′ O; ubicada a 98 km de la ciudad de San Cristóbal vía El Páramo El Zumbador. Con otras 3 vías alternas como son: La Grita-Páramo El Rosal, Pregonero-La Laguna de García y El Piñal-Chururú-San Pablo.

## Turismo
Es un rincón andino de una belleza admirable por su naturaleza, rodeado entre páramos, montañas, ríos, lagunas y una gran variedad de vegetación donde se une lo natural con lo colonial y arquitectónico. Convirtiéndose el Municipio en una alternativa turística del Táchira que ofrece una gran variedad de actividades en las que se puede desarrollar el ecoturismo, el turismo religioso, de aventura, de recreación y de descanso.

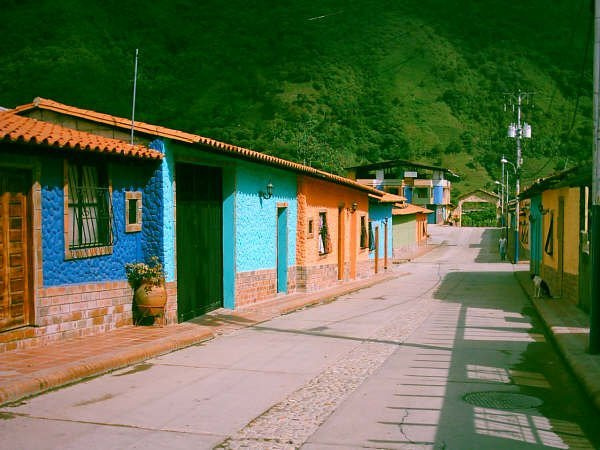
Calle principal-fachadas coloniales

El casco central de San José de Bolívar ofrece al visitante un pueblo pintoresco con las principales calles empedradas y sus fachadas coloniales, pudiendo también disfrutar de la visita a casas que aún conservan en su interior su construcción que data de hace más de 100 años; una iglesia en donde se venera la imagen del Santo Patrono “San José”, escultura tallada en madera en 1884, hermosos vitrales y en el campanario campanas que datan de 1884. Una hermosa plaza en donde turistas y lugareños disfrutan de un ambiente cálido y acogedor. Y en el cementerio de la localidad existe una tumba que despierta la curiosidad de algunas personas.

Pero, uno de los mayores atractivos turísticos que presenta el Municipio es La Cimarronera, ubicada en el parque nacional Juan Pablo Peñaloza en donde se encuentran más de 100 lagunas peri glaciales por encima de los 2300msnm, de diferentes tamaños y formas, entre ellas: laguna de Río Bobo, laguna La Piedra, laguna Las Américas, laguna Los Patos, laguna El Fantasma, laguna El Ocho, laguna Cara de Gato, laguna del Corazón, laguna El Oso, laguna de Simusica… Muchas de ellas “sembradas” de truchas, con una flora y una fauna que es el deleite de los amantes de la naturaleza.

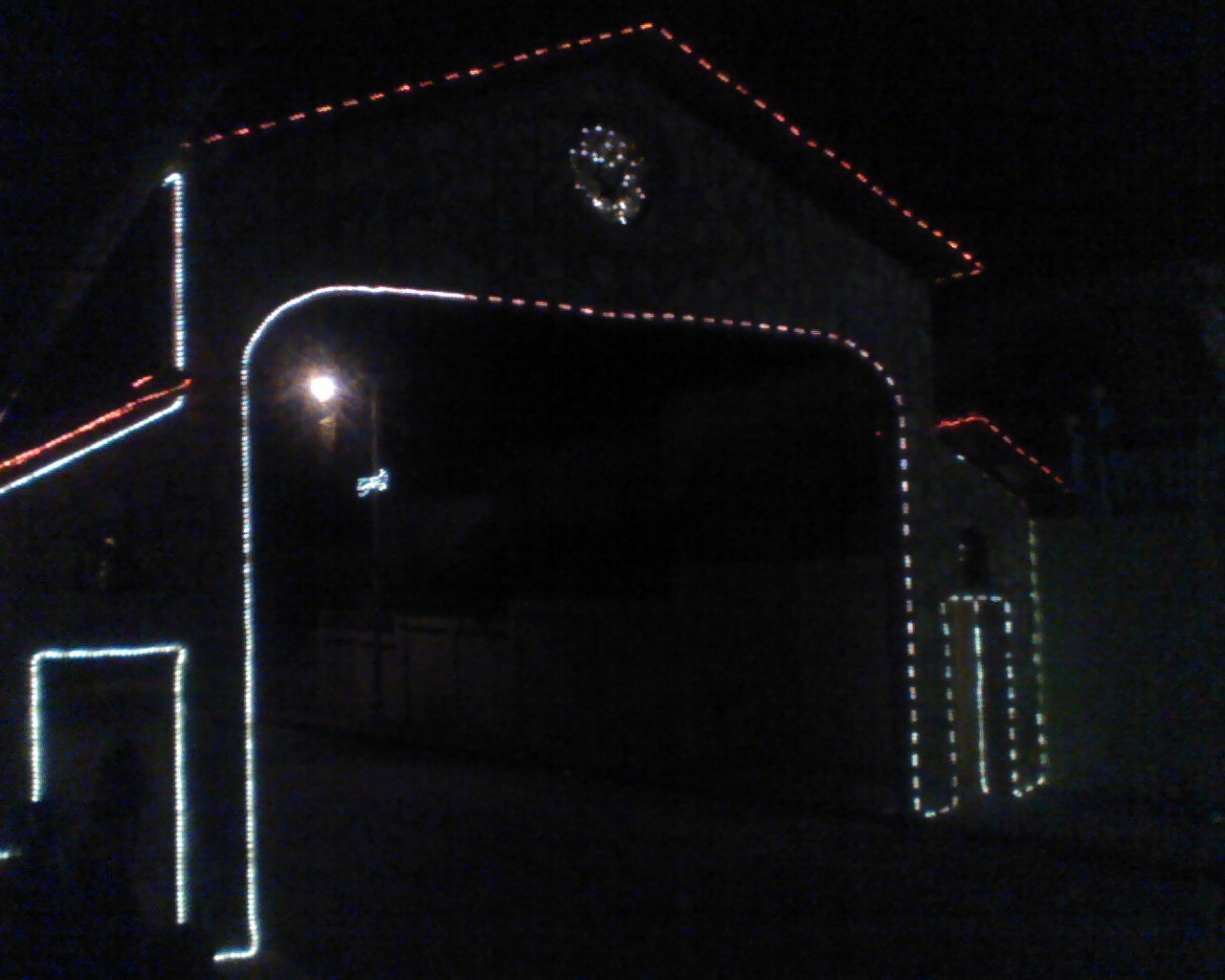
Arco entrada de la población nocturno

En esta región vive el Oso Frontino (animal en extinción). De igual manera tiene elevaciones como el pico El Púlpito (con 3912 msnm), para satisfacer el gusto por el alpinismo, la excursión, las caminatas a campo traviesa y en general el turismo de aventura. Con refugios naturales como el de La Piedra. Desde la Cimarronera se divisa La Sierra Nevada de Mérida y en las noches estrelladas brinda al visitante un banquete suculento a los amantes de la observación de nuestro cielo. Se cuenta igualmente con una Cascada natural de belleza incomparable, varias quebradas con aguas gélidas y cristalinas y de un balneario en donde el turista puede bañarse si así lo quiere.
Cuenta igualmente con varias posadas:
En San José de Bolívar cuenta con 2 Posadas: La Posada Turística San José y la posada Doña Ifigenia. Además de 90 camas distribuidas en casas de familia que le brindan al turista un sitio donde hospedarse. La oficina de turismo ubicada a media cuadra de la plaza Bolívar ofrece la información necesaria.
En la Aldea Los Paujiles, cerca de la cascada se cuenta con una posada. Posada El Refugio de Los Chamos.
En la Aldea La Colorada existen 2 posadas. Una ubicada en Mesa de Guerrero: Posada El Pedregal y otra en Quebrada Grande.
En la Aldea Mesa de San Antonio, también se cuenta con una posada.

## Población
Por el Censo de Población y Vivienda del año 2011 el municipio Francisco de Miranda posee una población de 4127 habitantes, con una densidad de población de 15,75 hab/km² y un 89,4 % de alfabetización.

## Economía
Su economía se basa principalmente en el sector agropecuario. Su actividad ganadera se desarrolla en tres formas: cría, ceba y lechera. Teniendo también una finca que se dedica a la ganadería de casta, de reconocimiento taurino internacional.
Otra actividad importante es la agrícola vegetal y sus principales cultivos son: café, caña panelera, y de azúcar, hortalizas, papa, cebolla, ajo, cambur, caraota, plátano, tomate, maíz, yuca, frutas y renglones en menor escala. También se desarrolla la apicultura y la piscicultura con la cría de la trucha Arco Iris, debido al potencial hídrico que se posee a altitudes superiores a los 1500msnm y con temperaturas de agua desde los 9.º a los 17 °C; siendo el Municipio uno de los 10 del Táchira en donde se está desarrollando esta producción para el autoconsumo y la comercialización.
En el Municipio se cuenta además con una línea de transporte público: Línea San José, que brinda a los usuarios el servicio de traslado en la ruta San Cristóbal-San José de Bolívar y viceversa, la cual tiene su Terminal ubicado en la entrada del pueblo y en San Cristóbal llega hasta el Terminal de Pasajeros.

## Ferias y fiestas
En el mes de marzo, se presentan las manifestaciones culturales más importantes del Municipio con Las ferias y fiestas se celebran en la semana en la que se ubique el 19 de marzo, en honor al patrono “San José”, pero cada aldea y caserío también realizan sus celebraciones de acuerdo al patrono de cada uno de ellas. En esas fechas la gente se desborda en atención hacia el visitante, 
Las instituciones públicas y privadas, así como las educativas celebran también sus semanas aniversarias con bombas y platillos para el deleite de todos.
De igual manera el mes de diciembre se engalana de alegría siendo un atractivo para muchos porque se mantienen las tradiciones de las misas de aguinaldo en la madrugada, las vísperas de las misas, las caravanas, las cabalgatas, las parrandas de Negros, los paseos, las algarabías en diferentes sitios del poblado, los Juegos de Antaño, los santos inocentes, el amigo secreto, la popular y reñida competencia entre solteros y casados en actividades deportivas, y el reencuentro de los Rioboberos que viven en otras partes de la geografía territorial y que se dan cita en su amado terruño para visitar a sus familias y amigos, compartir, descansar, liberar estrés y recordar.